# Dieter Quester

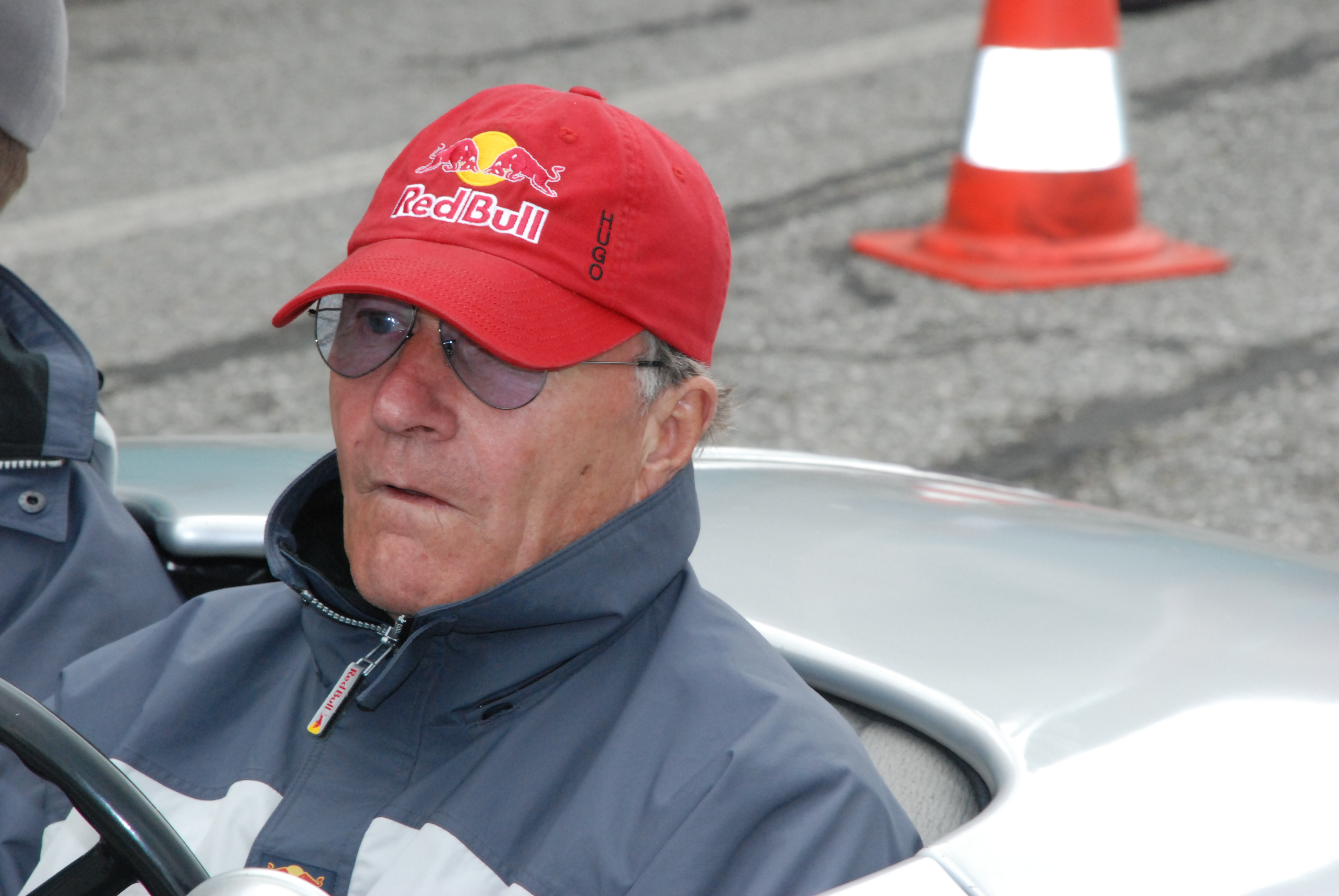
Dieter Quester 2008

 Dieter Quester  va ser un pilot de curses automobilístiques austríac que va arribar a disputar curses de Fórmula 1.
Va néixer el 30 de maig del 1939 a Viena, Àustria. A la Fórmula 1 Dieter Quester va debutar a la setena cursa de la temporada 1969 (la vintena temporada de la història) del campionat del món de la Fórmula 1, disputant el 3 d'agost del 1969 el GP d'Alemanya al circuit de Nürburgring.
Va participar en un total de dues curses puntuables pel campionat de la F1, disputades en dues temporades no consecutives (1969 i 1974) aconseguint una novena posició final com a millor classificació en una cursa i no assolí cap punt pel campionat del món de pilots.

## Resultats a la Fórmula 1
| Any  | Equip   | Xassís   | Motor    | 1   | 2   | 3   | 4   | 5   | 6   | 7       | 8   | 9   | 10  | 11  | 12    | 13  | 14  | 15  | Posició | Punts |
| ---- | ------- | -------- | -------- | --- | --- | --- | --- | --- | --- | ------- | --- | --- | --- | --- | ----- | --- | --- | --- | ------- | ----- |
| 1969 | BMW     | BMW (F2) | BMW      | SUD | ESP | MON | HOL | FRA | GBR | ALE NVS | ITA | CAN | USA | MEX |       |     |     |     | -       | 0     |
| 1974 | Surtees | Surtees  | Cosworth | ARG | BRA | SUD | ESP | MON | BEL | SUE     | HOL | FRA | GBR | ALE | AUT 9 | ITA | CAN | USA | -       | 0     |

### Resum
| Curses: | Victòries: | Pòdiums: | Poles: | Voltes ràpides: | Punts: |
| ------- | ---------- | -------- | ------ | --------------- | ------ |
| 2       | 0          | 0        | 0      | 0               | 0      |